# John Langdon Down
John Langdon Down (Torpoint, 18 novembre 1828 – Teddington, 7 ottobre 1896) è stato un medico britannico, conosciuto per la descrizione della malattia genetica divenuta nota come sindrome di Down.

## Biografia

### La famiglia e gli anni dell'infanzia
Sesto e ultimo figlio di Joseph Almond Down e Hanna Hayvon, John Langdon Down nacque a Torpoint nel 1828 in una famiglia molto religiosa. Il padre gestiva una farmacia con la collaborazione dei figli, in particolare il primogenito Richard. Dopo aver completato gli studi classici alla scuola di Devonport, John iniziò a nutrire un forte interesse per la scienza che riteneva gli potesse garantire sicurezza e stabilità. Down è considerato uno dei pionieri della cura dei disturbi mentali.

### I primi spostamenti: tra Torpoint e Londra
Dopo aver aiutato la famiglia per quattro anni nella farmacia, John venne inviato dal padre a Londra per un praticantato come speziale. Nella capitale inglese oltre a seguire l'apprendistato Langdon Down iniziò ad avvicinarsi alla medicina. Si mise alla prova con una serie di testi di esami, utilizzati negli anni precedenti per l'ammissione alla facoltà di medicina, comprendendo che le sue conoscenze non erano sufficienti per intraprendere quel percorso di studi. Per questo decise d'indirizzarsi in accordo con la famiglia verso gli studi di farmacia. Nonostante i posti limitati (solamente 31 per 3000 candidati) Langdon Down superò la selezione e cominciò a frequentare le lezioni lo stesso anno del suo trasferimento nel 1846, riuscendo a superare brillantemente i primi esami di chimica organica e fisica. Nel 1847 fu però costretto a tornare nella sua città natale a causa delle condizioni di salute del padre e di una nuova legge entrata in vigore che prescriveva che ogni farmacia dovesse avere fra il personale almeno una persona iscritta o laureata ai corsi di farmacia o medicina. In quel periodo John sviluppò un nuovo rimedio contro i disturbi intestinali che divenne un prodotto di punta dell'attività commerciale; l'anno successivo ritornò a Londra per dare gli esami finali. Dopo averli superati iniziò un nuovo praticantato presso lo studio del suo professore di chimica: Teophilus Redwood, nel laboratorio del quale si ammalò gravemente, forse per l'inalazione di vapori tossici e fu costretto a fare ritorno a Torpoint. Si autodiagnosticò la tubercolosi e si fece ricoverare nella cittadina, dove per tutto il tempo aiutò i fratelli nella gestione della farmacia.
Durante questo periodo di convalescenza pubblicò un saggio sulla rivista scientifica Crockford sull'equilibrio naturale interpretato in chiave religiosa.

### Gli studi di medicina
Nel 1853, quando il padre morì, Langdon Down fece il punto della situazione e in una lettera al cognato Philippe Crellin manifestò le prime idee sulla propria carriera. Decise di non portare avanti l'attività di famiglia, di conseguenza poteva scegliere tra due possibilità: studiare medicina o optare per studi scientifici generici. In realtà, gli studi medici sarebbero stati la sua prima e unica scelta, ma non aveva abbastanza soldi per permetterseli. La seconda scelta prevedeva di andare all'Università di Gießen in Germania per studiare chimica con il professor Justus von Liebig; in quest’ultimo caso avrebbe dovuto studiare anche il tedesco. Langdon Down la considerò un'opportunità per iniziare a tradurre articoli scientifici dal tedesco all’inglese, prendendo spunto dal suo mentore: Theophilus Redwood.  Alla fine della lettera scrisse a Crellin chiedendogli di tenerlo aggiornato su eventuali posti di lavoro, in modo da poter ottenere un qualche minimo guadagno: il desiderio di indipendenza e autosufficienza affievolirono la volontà di studiare medicina.
Furono però il cognato Crellin e la moglie Sara a dare una svolta alla sua carriera, offrendogli vitto e alloggio per iniziare gli studi di medicina in autunno al London Hospital. Anche la madre contribuì con cinque scellini a settimana, preoccupata del peso economico che poteva gravare sulle spalle della figlia e del marito. Le lezioni alla facoltà di medicina includevano corsi di anatomia, fisiologia, chimica, chirurgia, medicina forense, anatomia comparata, istologia e ostetricia. Inoltre, gli studenti operavano come assistenti nei reparti di chirurgia e come medici nei reparti di medicina. Era loro compito controllare il decorso delle malattie e qualsiasi cambiamento imprevisto. In particolare, Langdon Down fu assegnato come tirocinante al dottor Little, che, colpito dal suo acume intellettivo, lo citò nella sua opera “The nature and treatment of deformities of the human frame”. In questo libro, Little descrisse la grande abilità di Langdon Down nel diagnosticare soprattutto le infezioni polmonari grazie al suo brillante utilizzo dello stetoscopio, strumento che si era appena affacciato nel panorama della medicina.
Al London Hospital si distinse subito come studente modello, ma ben presto capì che un’istruzione universitaria e una laurea gli avrebbero garantito una carriera migliore e a livelli decisamente più alti rispetto all'unica esperienza da tirocinante in ospedale. Perciò nel 1854 si iscrisse all’Università di Londra, che richiedeva ai candidati di superare due esami per accedere agli studi. Langdon Down vinse la medaglia d’oro in entrambe le prove: la prima per le materie attinenti alla medicina, la seconda per la chimica. Studiò a lungo e con molto impegno, rivelandosi uno studente formidabile e un acuto osservatore. Una volta passati gli esami per la “Membership of the Royal College of Surgeons” e per la “Worshipful Society of Apothecaries” nel 1856, venne richiesto immediatamente come specializzando di ostetricia al London Hospital. L’impiego sarebbe dovuto durare solo sei mesi, ma Langdon Down fu richiamato tre volte fino al 1858, permettendogli di essere economicamente indipendente.

### Il primo impiego da specializzando al London Hospital e le questioni private
Al London Hospital, Langdon Down cominciò a lavorare con impegno. Era obbligato a vivere in ospedale, non potendosi assentare né di giorno né di notte senza il consenso del suo primario. Il suo compito era quello di visitare i pazienti quotidianamente e informare il medico responsabile in caso di emergenza. Da specializzando, inoltre, aveva il compito di gestire gli studenti e di evitare qualsiasi tipo di problema.
Langdon Down era sotto la direzione del dottor Francis Ramsbotham: il più importante professore di ostetricia dell’ospedale, quando nel corso di un anno morirono 15 madri (un tasso di mortalità materna del 4% circa). A proposito della situazione Ramsbotham scrisse un libro in cui mostrava i metodi per rianimare i neonati e parlava di alcune malformazioni congenite; è proprio da quest’ultimo argomento che Langdon Down prese spunto per i suoi futuri studi genetici.
Nel 1856, oltre a ottenere il posto di assistente alle lezioni di anatomia comparata, conobbe Mary: la sorella di Philip Crellin, suo cognato. Mary Crellin era una donna colta, parlava francese con disinvoltura ed era anche una pianista di talento. La relazione li portò a pensare subito al matrimonio, che però in quel momento di ristrettezze economiche era fuori questione.

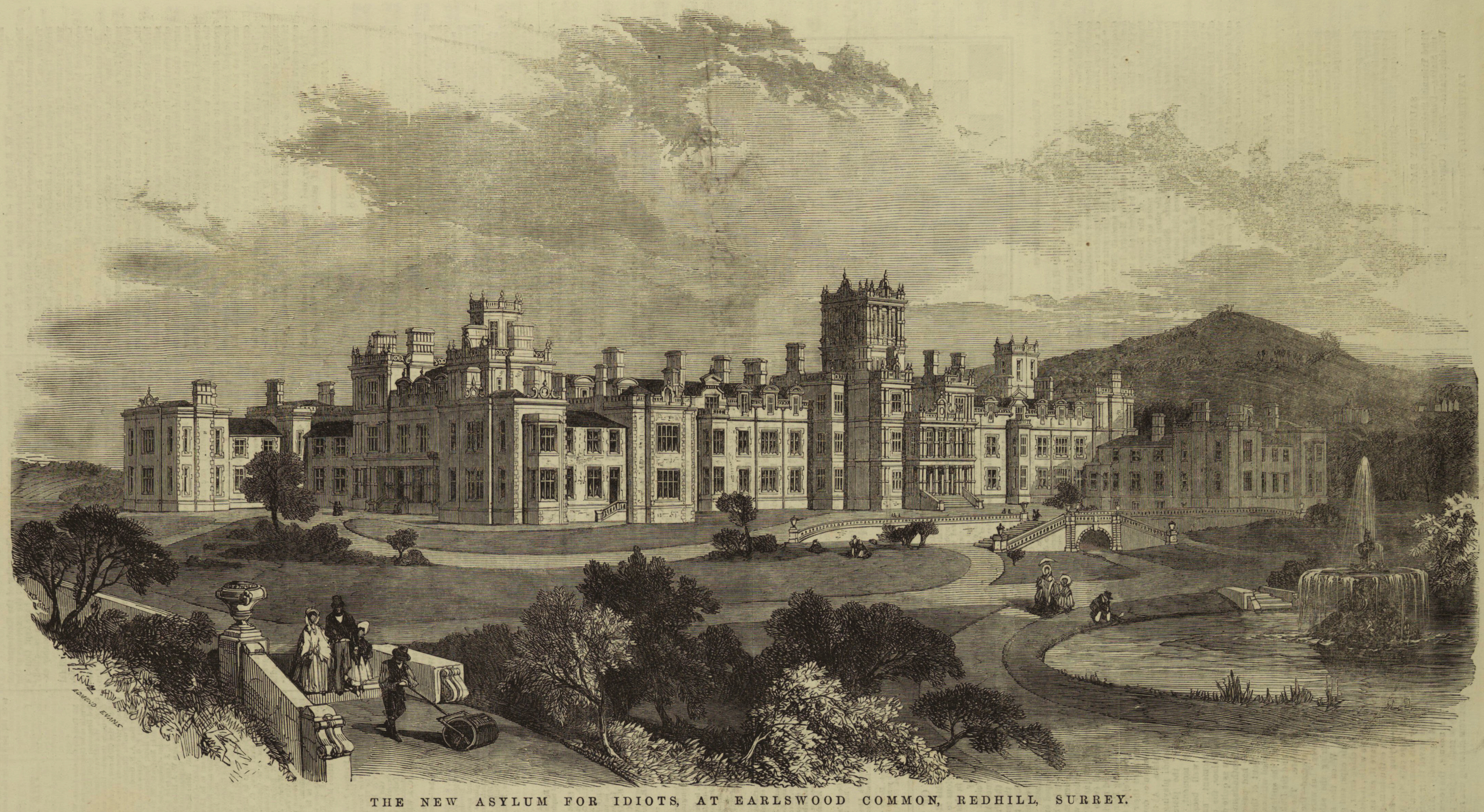
Royal Earlswood Hospital

### Gli inizi a Earlswood
Nel 1858 tramite un'amica di famiglia venne a sapere del posto vacante come direttore del Royal Asylum for Idiots di Earlswood. Da sempre, infatti, Langdon Down aveva dimostrato una sensibilità fuori dal comune riguardo alla situazione dei ritardati mentali, poiché ricordava l'incontro con una giovane donna disabile avvenuto pochi anni prima, che avrebbe condizionato la sua vita e la sua carriera. Per questo motivo e per la stabilità economica che avrebbe portato quel posto di lavoro decise di accettare l'incarico. Nonostante le notevoli difficoltà nel gestire un incarico così importante, ottenuto il posto Langdon Down riuscì subito a entrare in sintonia con il reverendo Reed, colui che da anni si batteva per ottenere progressi fisici e spirituali per i pazienti. Inoltre, un consistente aiuto per l'istituto sul piano economico arrivò direttamente dalla famiglia della futura moglie di John Langdon Down, Mary Crellin.
Fu un periodo molto felice e sereno per Langdon Down, che dedicava tutto sé stesso all'istituto durante il giorno e la notte continuava a studiare per sostenere gli ultimi esami ed entrare a far parte del Royal College of Physicians. Raggiunto questo obiettivo, arrivò per lui un'ulteriore opportunità di lavoro come assistente medico al London Hospital.

### Il matrimonio, i drammi familiari e la crescita dell'istituto
Il 10 Ottobre 1860 Mary Crellin e John Langdon Down si sposarono nella Chiesa di San Giovanni Battista a Londra. Il matrimonio li portò a collaborare e questo rese più efficace e migliorò la qualità della loro attività: la moglie di Langdon Down aiutò in modo attento e costruttivo il marito nella scelta di uno staff sempre più qualificato e specializzato. Nel giro di sette anni la struttura venne ampliata e i pazienti raddoppiarono rispetto al numero iniziale.
Tra le varie novità volute da Langdon Down ci fu l'istituzione del pranzo comunitario e la riduzione da due a una pinta di birra al giorno per i dipendenti e il divieto di bere birra per i pazienti. Inoltre, vennero resi obbligatori accurati esami post-mortem, al fine di ricercare anomalie nel cervello dei pazienti. Verranno esaminati più di duecento cervelli di pazienti deceduti, ma la ricerca sarà inconcludente. Soltanto alcuni anni dopo verranno notate da altri studiosi anomalie riconducibili al ritardo mentale.
Per quanto riguarda la vita privata, nel 1862 nacque il primo figlio: Everleigh; tuttavia, a parte il nome, su di lui non sono disponibili molte informazioni, a causa della sua morte prematura all’età di 21 anni. Un anno dopo, nel 1863, nacque la sua prima e unica figlia femmina, di nome Lilian. Anche lei, però, fu sfortunata: colpita da un’infezione virale al cervello associata alla meningite, all’epoca incurabile, morì dopo poche settimane con enorme sofferenza da parte dei Langdon Down. Gli altri due figli della coppia, Reginald e Percival, nacquero rispettivamente nel 1866 e nel 1868.

### Gli ultimi anni a Earlswood e la fondazione del Normansfield Hospital
Tra il 1860 e il 1870 circa, per Langdon Down arrivarono grandi responsabilità sia in ambito lavorativo sia in quello familiare, alle quali riuscì a dedicarsi con il massimo della serietà. Per quanto riguarda l’Istituto di Earlswood cercò di raggiungere obiettivi importanti; secondo lui era infatti fondamentale garantire il miglior servizio possibile, che permettesse un progresso non solo intellettuale e teorico, ma che favorisse anche lo sviluppo fisico del paziente. Non trascurò nemmeno i momenti dedicati all’intrattenimento e agli insegnamenti religiosi. Durante gli anni di lavoro cominciò a teorizzare queste idee e a metterle per iscritto, non dovette neanche aspettare troppo tempo perché cominciassero a circolare. Nel 1882, infatti, fu pubblicato “Education and Training of the Feeble in Mind”, un’opera che metteva in luce le attività educative su cui si basava l’Istituto di Earlswood. All'interno dell'istituto progredirono sia gli insegnamenti scolastici per i pazienti più giovani, sia gli insegnamenti di mestieri pratici per gli adulti. Pertanto, l'istituto divenne ben presto autosufficiente grazie alle botteghe e agli orti gestiti dai pazienti all'interno della struttura.
Nel 1866 John Langdon Down iniziò la redazione di "Observations on an ethnic classification of idiots" in cui descrisse le osservazioni sui pazienti di Earlswood, associando a questa condizione una forma distinta di ritardo mentale e coniando per la prima volta il termine "mongoloide", per via della somiglianza somatica dei soggetti presi in considerazione con persone di etnia mongola. Solo nel 1961 diciannove medici britannici scrissero al direttore della rivista scientifica Lancet per chiedere l'abolizione del termine mongolismo, ritenuto fuorviante e imbarazzante, al suo posto proposero l'utilizzo del termine "sindrome di Down".
Quando l'Istituto di Earlswood fu nel suo periodo migliore e due dei suoi figli erano ormai avviati agli studi medici, per Langdon Down era giunto il momento di un cambiamento radicale nella professione. Decise di mettere da parte l'impegno lavorativo a Earlswood per fondare a Teddington il Normansfiled Hospital.

### Il Normansfield Hospital

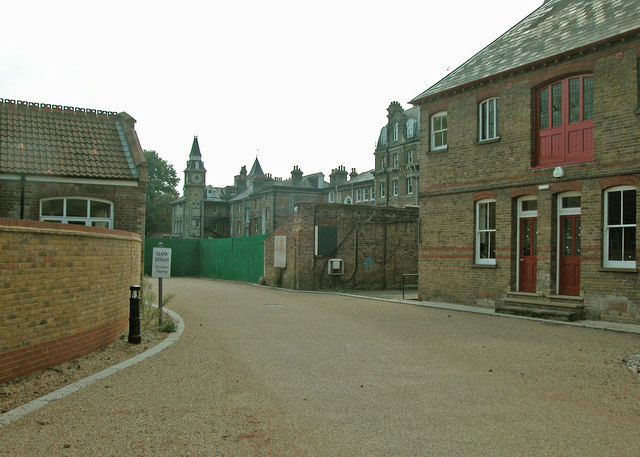
Normansfield Hospital

John Langdon Down e Mary si impegnarono nella costruzione di una nuova struttura ospedaliera. Presero questa decisione  rapidamente e acquistarono un appezzamento di terra delle dimensioni di cinque acri, ovvero più di ventimila metri quadri, spendendo tutti i loro risparmi compresa la dote matrimoniale di Mary. Tuttavia, non affrontarono questa spesa economica da soli, poiché in molti li aiutarono finanziando questo loro sogno. Fu di particolare importanza il supporto ricevuto dall'amico di Langdon Down: Norman Wilkinson, dal quale giunse l'ispirazione per il nome dell'ospedale.
Per quanto riguarda il Normansfield, Langdon Down prese come modello l'istituto di Earlswood: un ospedale psichiatrico in cui i pazienti venissero trattati adeguatamente e non venissero emarginati o reclusi. La sua intenzione era quella di favorire sia il progresso intellettuale sia il progresso fisico dei pazienti, che in questo modo avrebbero potuto reinserirsi nella società. Inizialmente, i coniugi Langdon Down decisero di favorire la qualità del servizio a scapito della quantità: erano ammessi solo pochi pazienti, in modo da potersi prender cura di loro nel modo migliore possibile. I numeri, però, crebbero anno dopo anno, a testimonianza dell'ottima gestione da parte dei due e della fama che il complesso iniziava ad avere.
Nel 1879 venne inaugurato all'interno del Normansfield un teatro per i pazienti: il Normansfield Theatre, a scopo ricreativo e religioso, e per favorirne lo sviluppo creativo e sociale. Ogni giovedì era il giorno delle esibizioni dei pazienti, mentre durante le festività natalizie era la stessa famiglia Langdon Down a mettere in scena piccole rappresentazioni e cabaret. Nel 1883 venne assicurata all'ospedale la presenza fissa di un cappellano.
A partire dal 1889 Reginald e Percival, conclusi i loro studi, iniziarono ad aiutare il padre nella gestione dell'ospedale.

### Gli ultimi anni e la morte
Nell’inverno del 1889, Langdon Down si ammalò di una grave influenza, così grave e prolungata da dover rimanere a letto per tre mesi. A febbraio del 1890, la malattia ebbe complicazioni cardiache. Tuttavia, il medico continuava a lavorare tra il Normansfield e il London Hospital, in quel momento era anche consigliere comunale del Middlesex. Stava però cominciando a pagare le conseguenze della pesantezza del suo lavoro, degli impegni pubblici e della malattia.
Era ormai giunto al termine della sua vita, ma prima riuscì a vedere i due figli laureati in medicina e pronti a prendersi carico della sua importante eredità. Inoltre, vide Reginald sposarsi e incontrò la fidanzata di Percival. Nel 1896, il 7 ottobre, un mercoledì, si svegliò presto e fece colazione al Normansfield, ma nel tragitto verso il padiglione dell'ospedale ebbe un collasso e morì improvvisamente. Il figlio Reginald tentò di rianimarlo e chiamò un medico, il quale però dichiarò la morte e certificò che si era trattato di un infarto. La morte di Langdon Down gettò nel lutto il Normansfield, poiché egli era una figura rispettata e apprezzata per la sua bravura, competenza, generosità e cortesia. Durante il funerale, tutti i negozi rimasero chiusi, le persiane furono serrate e le tende abbassate in segno di lutto. Mary partecipò al trasporto della bara di prima mattina, insieme al figlio Percival con la fidanzata. Tuttavia non riuscì a partecipare alla cerimonia pubblica, poiché la sofferenza era talmente grande che volle restare da sola, devastata dall’immensità della sua perdita.
John Langdon Down aveva lasciato delle istruzioni riguardo alla sua morte: voleva essere cremato. L’urna con le sue ceneri fu posta su una piattaforma rialzata al Normansfield, adornata con tutte le sue medaglie.

### La gestione del Normansfield dopo la morte di John Langdon Down
Dopo la morte di John Langdon Down Percival si sposò, ma la madre Mary si ammalò nel 1899. Anche lei morì, fu cremata e portata al Normansfield, come era stato fatto per il marito.
Alla loro morte gli eredi della famiglia Langdon Down si trovarono ad aver accumulato un grande patrimonio: Reginald e Percival avevano ereditato 48.656 sterline (più di 5 milioni di sterline circa di oggi). Il Normansfield rimase sotto la supervisione della famiglia Langdon Down, soprattutto di Reginald e Percival. Anche le rispettive figlie si presero cura del Normansfield una volta che i figli di John morirono, rispettivamente all’età di 89 e 58 anni.
Norman, il nipote di Percival, fu l’ultimo Langdon Down a gestire il Normansfield, si ritirò nel 1970. L'ospedale chiuse nel 1997 ed è ora la sede organizzativa Down Syndrome Association.

## Scritti principali
- Observations on an ethnic classification of idiots. Clinical Lecture Reports, London Hospital 3, 1866
- On some of the mental affections of childhood and youth. J & A Churchill. London 1887